# Janin (Białoruś)
Janin – dawny folwark na Białorusi, w obwodzie brzeskim, w rejonie prużańskim, w sielsowiecie Zieleniewicze. Leżał około 4 km na półnicny wschód od Huty.
W dwudziestoleciu międzywojennym miejscowość leżała w Polsce, w województwie białostockim, w powiecie wołkowyskim, w gminie Łysków. 16 października 1933 utworzyła gromadę w gminie Łysków. Po II wojnie światowej weszła w struktury ZSRR.
Obecnie po folwarku nie pozostało nic.